# Фінський національний театр
Фінський національний театр (фін. Suomen Kansallisteatteri) — найстаріший професійний фінський театр, розташований у Гельсінкі, заснований 1872 року. Будівля театру зведена на привокзальній площі 1902 року, перед фасадом театру розташовано пам'ятник фінському письменнику Алексісу Ківі.

## Історія театру
Драматичний театр, на основі якого пізніше був створений Фінський національний театр, був заснований в 1872 році у місті Порі драматургом Каарло Бергбумом та його сестрою Емілією. До 1902 року — мав назву Фінський театр. Крім драматичних вистав тут з 1873 року ставили опери, але у 1879 році оперна трупа відокремилась від театру. 
З 1902 року театр став працювати у власній будівлі на привокзальній площі в Гельсінкі, яку побудували за проектом архітектора Онні Тарьянне. Там театр функціонує і досі.
Засновника Фінського національного театру — філософа, критика та драматурга Каарло Бергбума — заслужено вважають і засновником національної театральної школи. Доктор Бергбум відкрив перших значних фінських драматургів та акторів, імена яких і досі залишаються найяскравішими серед майстрів фінської сцени. 
Однією з таких зірок була Іда Аалберг — найкраща скандинавська трагічна та характерна актриса рубежу XIX-XX століть. Серед провідних фінських акторів були Адольф Ліндфорс — найкращий фінський виконавець мольєрівського репертуару та Аксель Ахельберг — дебют був в амплуа героя та першого коханця, але особливу популярність здобув завдяки власним характерним ролям.
В репертуарі перших сезонів були твори фінських драматургів, які сьогодні стали класикою: «Свати» Корхонена, «Помилки» Тавастьєрна, «Леа», «Заручини», «Сільські шевці», «Семеро братів» Алексіса Ківі, пам'ятник якому стоїть перед будівлею Фінського національного театру на центральній площі Гельсінкі. Поряд з фінською драматургією на сцені Національного театру показували західноєвропейську театральну класику та п'єси сучасних драматургів (Шекспір, Мольєр, Кальдерон, Шиллер, Гете, Ібсен, Стриндберг).
З 1917 до 1950 року — театр очолював філолог Ейно Каліма. Він відкрив фінській публіці драматургію Чехова, виступаючи як режисером-постановником багатьох його п'єс, так і перекладачем.
Фінський національний театр має давні творчі зв'язки з багатьма великими театрами Європи, постійно обмінюється з ними гастролями та творчими делегаціями.

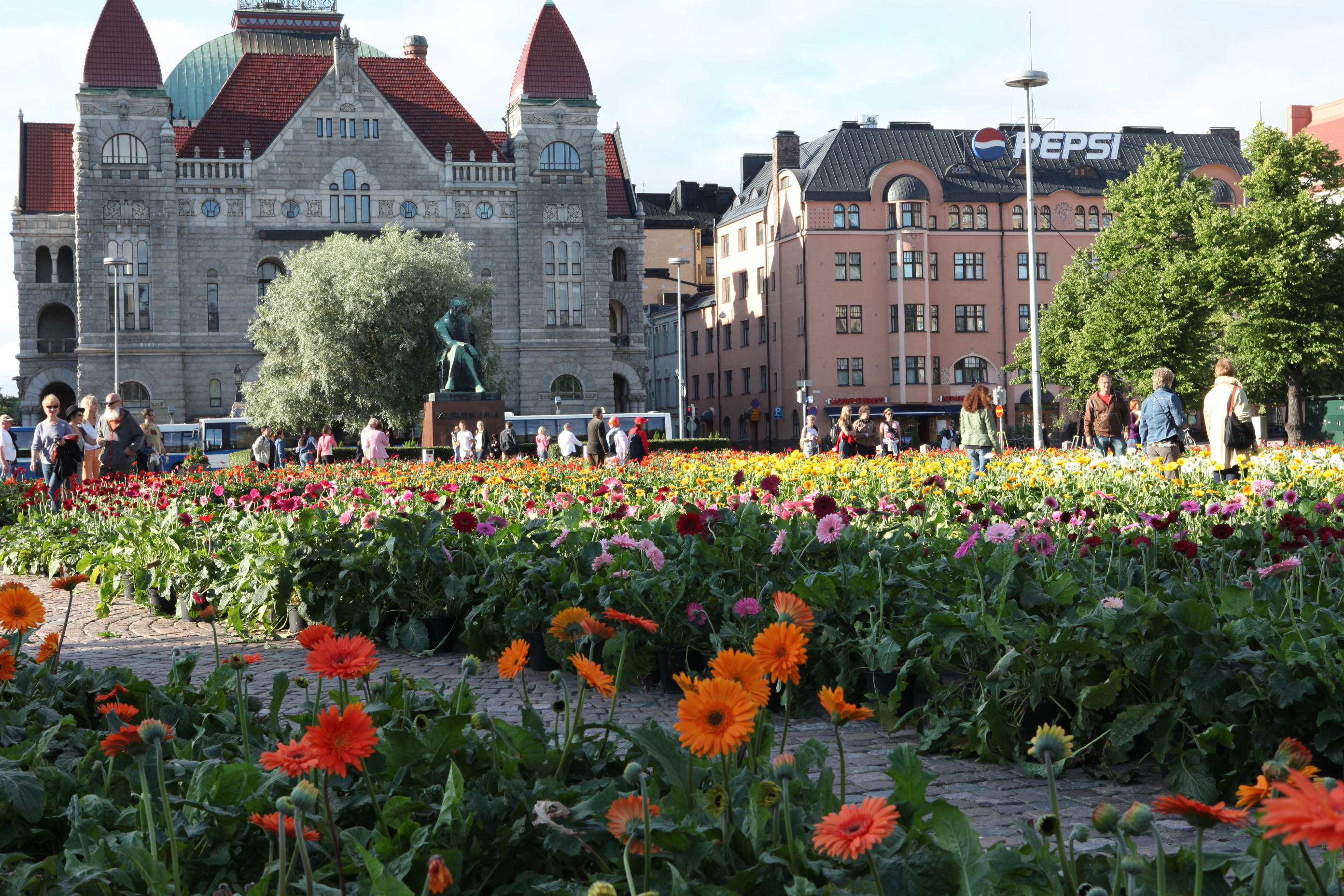
Фінський національний театр

## Будівля театру
Будівля театру виконана в національно-романтичному стилі (модерні) і нагадує багато декорований гранітний замок з численними архітектурними прикрасами у вигляді веж, колон, склепінних вікон. В театрі загалом чотири сцени, які у підсумку можуть вмістити тисячу глядачів: велика сцена, мала сцена та сцена «Вілленсауна» (Willensauna) знаходяться в головній будівлі, а четверта сцена (Omapohja) розташована в провулку Ітяйнен Театтерікуйя. В 1962 році була здійснена капітальна реконструкція внутрішніх приміщень театру. Перед входом на малу сцену встановлено пам'ятник «Завіса», який присвячений Іді Аалберг.

## Художні керівники
- 1872—1906: Каарло Бергбум (Kaarlo Bergbom)
- 1872—1917: Емілія Бергбум (Emilie Bergbom)
- 1905—1907: Ялмарі Халь (Jalmari Hahl)
- 1907—1914: Адольф Ліндфорс (Adolf Lindfors)
- 1914—1917: Ялмарі Лахденсуо (Jalmari Lahdensuo)
- 1917—1950: Ейно Каліма (Eino Kalima)
- 1950—1974: Арві Ківімаа (Arvi Kivimaa)
- 1974—1991: Кай Савола (Kai Savola)
- 1992—2010: Марія-Лійса Невала (Maria-Liisa Nevala)
- с 2010: Міка Мюллюахо (Mika Myllyaho)